# Jeanette Ottesen
Jeanette Ottesen (ehemals verheiratete Jeanette Ottesen Gray; * 30. Dezember 1987 in Kongens Lyngby) ist eine dänische Schwimmerin. Sie hat sich auf die Disziplinen Freistil und Schmetterling spezialisiert und ist besonders auf der Kurzbahn erfolgreich.

## Sportliche Karriere
Ihre Schwimmkarriere begann Jeanette Ottesen im Alter von zwölf Jahren beim Lyngby Svømmeklub und mit 13 Jahren nahm sie an ihrem ersten internationalen Wettbewerb – dem European Youth Olympic Festival 2001 in Murcia – teil. Bei den Schwimmeuropameisterschaften 2004 in Madrid belegte sie über 50 Meter Schmetterling den vierten Platz und bei der nächsten Austragung 2006 in Budapest erreichte sie in derselben Disziplin lediglich die neuntbeste Zeit. Die Staffel über 4 × 100 Meter Lagen, in der sie den Schmetterlingsabschnitt übernahm, schwamm auf den achten Rang.
Zwar hatte Ottesen ein Jahr darauf bereits zwei Siege bei der Sommer-Universiade in Bangkok verbuchen können, doch erstmals ins Blickfeld der Öffentlichkeit schwamm sie bei den Kurzbahneuropameisterschaften 2008 im kroatischen Rijeka, als sie mit Championship Record über 100 Meter Schmetterling triumphierte und auch noch drei andere Einzelmedaillen errang.
Den bis dahin größten Erfolg ihrer Karriere konnte Ottesen am 29. Juli 2011 feiern, als sie bei den Schwimmweltmeisterschaften in Shanghai die Goldmedaille über die prestigeträchtigen 100 Meter Freistil gewann – gemeinsam mit der zeitgleichen Belarussin Aljaxandra Herassimenja. Nach den zwei Siegen ihrer Landsfrau Lotte Friis war dies erst der dritte dänische Weltmeistertitel im Schwimmsport. Im Dezember gleichen Jahres sicherte sie sich bei den Kurzbahneuropameisterschaften im polnischen Stettin insgesamt sechs von 14 dänischen Medaillen. Aufgrund dieser Leistungen wurde sie in Dänemark zur Schwimmerin des Jahres 2011 sowie zur Sportlerin des Jahres 2011 gekürt. Innerhalb der nächsten vier Jahre folgten zahlreiche weitere Medaillen und Titel bei allen größeren Meisterschaften, allen voran der Sieg über 100 Meter Schmetterling bei den Weltmeisterschaften 2013 in Barcelona.
Sowohl 2004 in Athen als auch 2008 in Peking und 2012 in London vertrat sie ihr Heimatland darüber hinaus bei den Olympischen Sommerspielen. Ihre beste Platzierung war dabei ein fünfter Rang im Finale über 100 Meter Freistil im Nationalen Schwimmzentrum Peking.